# Gliński II
Gliński II (Glinski, Klinski, Sas Pruski odmienny) – kaszubski herb szlachecki, według Przemysława Pragerta odmiana herbu Sas Pruski. Nie należy mylić go z książęcym herbem Gliński, niespokrewnionej rodziny.

## Opis herbu
Opis z wykorzystaniem tradycyjnych zasad blazonowania:
W polu błękitnym półksiężyc z twarzą srebrny na opak, między dwiema gwiazdami złotymi (także srebrnymi) pod którym strzała srebrna. Klejnot: nad hełmem bez korony skrzydło orle dzielone w pas srebrne i błękitne (także tylko srebrne). Labry błękitne, podbite srebrem.

## Najwcześniejsze wzmianki
Herb przytaczany przez tzw. Nowego Siebmachera (Der Adel des Königreichs Preußen, 1906), Ledebura (Wappenbuch der Preussischen Monarchie, 1828), Kneschkego (Neues allgemeines deutsches Adels-Lexicon, 1861). Według heraldyków niemieckich miał to być herb śląskiej rodziny Glińskich, której członkowie służyli wojskowo w Prusach. Przemysław Pragert dowodzi, że był to raczej herb jednego z licznych rodów o nazwisku Gliński, osiadłych na Kaszubach, biorących nazwisko odmiejscowe od wsi Glincz. 25 lutego 1790 pruskie szlachectwo z tym herbem otrzymało rodzeństwo Ferdinand, Sophie Regina Henriette i Friedrich Wilhelm, naturalne potomstwo pruskiego majora w pułku piechoty v. Möllendorff Johanna v. Glinski i Dorothei Sophie Schirmer.

## Herbowni
Gliński (Glinski, Glinsky, Glynsky, błędnie Clinski, Klinski).